# Eugène Choisel
Eugène Charles Choisel (* 15. September 1881 in Asnières; † 1. Februar 1946 in Paris) war ein französischer Hürdenläufer und Weitspringer.
Bei den Olympischen Spielen 1900 in Paris wurde er Vierter über 200 m Hürden und schied über 110 m Hürden im Vorlauf aus.
Zweimal wurde er Französischer Meister über 400 m (1906, 1907) und je einmal über 110 m Hürden (1906) sowie im Weitsprung (1901).

## Persönliche Bestleistungen
- 110 m Hürden: 15,8 s, 1907, London
- 400 m Hürden: 58,8 s, 1. Juli 1906, Saint-Cloud
- Weitsprung: 6,64 m, 23. Juni 1901, Paris